# Хащеватое
Хащева́тое (укр. Хащувате) — село в Гайворонской городской общине Голованевского района Кировоградской области Украины.

## История
Населённый пункт известен с 1362 года. В те времена село входило в состав Великого Княжества Литовского и называлось Качучинка. В начале XV века переименовано в Хащеватое (в некоторых источниках упоминается как Хащеваты).
После Люблинской унии 1569 года селение оказалось в составе Брацлавского воеводства Речи Посполитой.
После второго раздела Речи Посполитой в 1793 году селение вошло в состав Российской империи и в 1870е годы стало административным центром Хащеватской волости Гайсинского уезда Подольской губернии. В 1880 году в местечке Хащеватое насчитывалось 1446 жителей.
В 1903 году здесь насчитывалось 1442 жителя и 293 двора, действовали суконная фабрика, кирпичный завод, два народных училища, несколько торговых лавок, православная церковь, католическая часовня и две синагоги.
В марте 1918 года Хащеватое оккупировали австро-немецкие войска (которые оставались здесь до ноября 1918 года), в дальнейшем до февраля 1920 года селение находилось в зоне боевых действий гражданской войны. С 1923 по 1932 год Хащеватое было районным центром Хащеватского района.
В ходе Великой Отечественной войны 29 июля 1941 года село оккупировали немецкие войска. За время оккупации на принудительные работы в Третий рейх было вывезено 230 человек. 16-20 февраля 1942 года немецкие оккупанты и украинские полицаи расстреляли в Хащеватском яру все еврейское население села. 13 марта 1944 года село было освобождено частями 170-й танковой бригады 5-й гвардейской танковой армии РККА. В боях за Хащеватое геройски проявил себя командир танкового взвода, младший лейтенант В. И. Пономаренко.
В 1975 году здесь начал работу народный музей 5-й гвардейской танковой армии.
В марте 1995 года Верховная Рада Украины внесла находившееся здесь хлебоприёмное предприятие в перечень предприятий, приватизация которых запрещена в связи с их общегосударственным значением, но в ноябре 1997 года было утверждено решение о его приватизации.
До 2020 года село входило в Гайворонский район
Население на март 2024 года составило 1898 человек.

## Персоналии
- Билятинский, Александр Антонович — доктор технических наук, академик, поэт.
- Меламуд, Хаим Гершкович — советский еврейский писатель, автор книги «Хащеватские рассказы».